# Jean-Marie De Zerbi
Pour les articles homonymes, voir Zerbi.
Jean-Marie De Zerbi, né le 20 novembre 1959 à Bastia, est un joueur de football français ayant notamment joué au Sporting Club de Bastia.

## Biographie
Formé à l'A.S.B.Borgu au poste d'ailier gauche, il est sélectionné chez les cadets corses et il est international junior.
Il est appelé dans l'équipe-fanion dans des circonstances difficiles par suite de l'indisponibilité de l'ailier gauche titulaire Yves Mariot. Il s'illustre dans la campagne du club corse en Coupe UEFA 1977-1978, notamment contre Newcastle, mais ne peut confirmer par la suite.
Après une première reconversion dans les assurances, il revient dans le monde du football en 1992 en devenant l'adjoint de Frédéric Antonetti au centre de formation du SC Bastia. Depuis sa carrière dans l'encadrement se confond avec celle de l'entraîneur corse, dont il est l'adjoint au SCB de 1994 à 1998 puis de 1999 à 2001, à l'AS Saint-Étienne de 2001 à 2004, à l'OGC Nice de 2005 à 2009, et au Stade rennais de 2009 à 2013. À partir de novembre 2015, il est l'adjoint de Frédéric Antonetti au LOSC Lille jusqu'à ce que ce dernier se fasse limoger en novembre 2016. Il devient à nouveau son adjoint lorsqu'Antonetti reprend du service au FC Metz en mai 2018 puis en octobre 2020.

## Clubs

### Joueur
- 1977 :  ASB Borgu
- 1977-1983 :  SC Bastia
- 1983-1985 :  Tours FC
- 1985 :  CS Meaux
- 1987-1990 :  ES Viry-Châtillon

### Entraîneur adjoint
- 1992-2001 :  SC Bastia
- 2001-2004 :  AS Saint-Étienne
- 2005-2009 :  OGC Nice
- 2009-2013 :  Stade rennais
- 2015-2017 :  LOSC Lille
- 2018-2022 :  FC Metz

## Palmarès

### Joueur
- Finaliste de la Coupe de l'UEFA en 1978 avec le SC Bastia
- Champion de France de D2 en 1984 avec le Tours FC

### Entraîneur adjoint
- Finaliste de la Coupe de la Ligue en 1995 avec le SC Bastia
- Vainqueur de la Coupe Intertoto 1997 avec le SC Bastia
- Champion de France de D2 en 2004 avec l'AS Saint-Étienne
- Finaliste de la Coupe de la Ligue en 2006 avec l'OGC Nice, en 2016 avec le LOSC Lille Métropole